# عشق قارون
عشق قارون فیلمی به کارگردانی ابراهیم باقری و نویسندگی کمال دانش محصول سال ۱۳۴۷ است.

## خلاصه داستان
میرزا به لیلا دختر رمضان علاقه دارد اما دختر و خانواده اش با این وصلت مخالفند. لیلا به جوان کارگری به نام احمد علاقه‌مند است. میرزا و نوکرش رجب از رودخانه یک ماهی صید می‌کنند که در شکمش یک انگشتر افسانه ای است. آن‌ها با خواندن نوشتهٔ روی انگشتر با غولی که خود را جومبو می‌خواند مواجه می‌شود و میرزا از غول می‌خواهد که ثروت کلانی در اختیار آن‌ها بگذارد. میرزا پس از ثروتمند شدن خود را قارون می‌خواند و به خواستگاری لیلا می‌رود. این بار والدین لیلا با تقاضای او موافقت می‌کنند اما خود لیلا که مخالف است با دارویی که مادرش به او می‌خوراند، تن به ازدواج می‌دهد. شب اثر دارو برطرف می‌شود و لیلا از قارون رو برمی‌گرداند و قارون دختر را در سیاه چال خانه‌اش حبس می‌کند. احمد به معاونت کارخانه ارتقا می‌یابد و قارون با او بنای رقابت می‌گذارد. وقتی احمد تصمیم دارد با قارون درگیر شود مادر احمد فاش می‌کند که قارون پدر او است و قارون که با هشدارهای نوکرش رجب متنبه شده زندگی شرافت‌مندانه‌ای را آغاز می‌کند. قارون توسط احمد و مادرش بخشیده شده و انگشتر و غول را به احمد هدیه می‌دهد. احمد انگشتر را به خود غول می‌بخشد و غول تمام دارایی که برای قارون آورده‌است را برایشان می‌گذارد و خود ناپدید می‌شود. نهایتاً احمدبا لیلا ازدواج می‌کند.

## بازیگران
- منوچهر وثوق
- عزت اله وثوق
- همایون
- کتایون
- علی محمد رجایی
- ایران قادری
- منیره نجاتی
- افشین
- حسین محسنی
- شبنم نوبهار
- مهری
- حمید
- شریفیان
- هراتیان
- مهدی
- اشرف کاشانی